# El Kazovsky
El Kazovsky (ur. 13 lipca 1948 w Leningradzie, zm. 21 lipca 2008 w Budapeszcie) – węgierski malarz rosyjskiego pochodzenia,  performer, poeta, scenograf i kostiumograf, jeden z najsławniejszych współczesnych artystów węgierskich.

## Życiorys
Urodził się jako Jelena Kazovszkaja – córka Iriny Putolovej, historyczki i fizyka Yefima Kazovskiego.
W 1965 wyjechał na Węgry, zamieszkał w Budapeszcie i rozpoczął studia na Akademii Sztuk Pięknych. Jego nauczycielami była György Kádár oraz Ignác Kokas.
Po zakończeniu studiów rozpoczął karierę malarską, a także poddał się operacji korekty płci. W latach późniejszych El otwarcie przyznawał się do bycia transmężczyzną, a także prowadził otwartą dyskusję na ten temat.
Głównym stylem Ela była transawangarda. Jeden ze stylów artystycznych narodzony we Włoszech. Obrazy Kazowskiego były przepełnione mitologicznym przesłaniem, a także innymi formami alegorii. Oprócz pracy malarza Kazovsky był awangardowym artystą związanym z bohemą artystyczną Budapesztu. W 2005 została zorganizowana wystawa jego prac w Rosyjskim Muzeum Narodowym w Sankt Petersburgu. Jego prace trafiły do Węgierskiego Muzeum Narodowego w Budapeszcie i do Muzeum Sztuki w Łodzi.

## Nagrody
- Stypendium Gyula Derkovitsa – 1980
- Nagroda Mihalya Munkacsya – 1989
- Nagroda Kossutha – 2002